# Bodhi Linux
Bodhi Linux è una distribuzione Linux creata da Jeff Hoogland, basata su Ubuntu che utilizza il window manager Moksha, derivato da Enlightenment.

## Storia
La distribuzione venne creata da Jeff Hoogland nel 2011 e si basava su Enlightenment nella versione E17, successivamente gli sviluppatori crearono Moksha, un nuovo gestore delle finestre poiché delusi dagli sviluppi del precedente gestore, implementato a partire dalla versione 3.1 del sistema operativo.
A giugno 2019 la guida dello sviluppo è passata a Robert “ylee” Wiley, già membro della community nonché sviluppatore di Bodhi sin dallo sviluppo del ramo 1.x.
L'ultimo release, 7.0.0 di agosto 2023, si basa su Ubuntu 22.04. LTS (Jammy Jellyfish).

## Caratteristiche
La filosofia della distribuzione è di poter fornire un sistema operativo minimale, in modo che gli utenti possano completarlo scegliendo quali applicazioni installare, ma anche con un certo periodo di supporto: Bodhi, infatti, si basa sulle versioni LTS (Long Term Support) di Ubuntu, ed anche se non è tuttavia presente uno strumento per l'avanzamento automatico di versione, snap è predefinitamente disabilitato (a partire dalla versione 6.x). Si presenta come una distribuzione molto leggera, quindi particolarmente adatta per l'uso su computer datati o comunque poco performanti. L'uso di Moksha, ambiente grafico derivato da Enlightenment, presenta un aspetto moderno senza ricorrere ad elevate risorse hardware.
Come programmi preinstallati di default Bodhi Linux 7.0.0 include: il file manager Thunar, il browser web Chromium, l'emulatore di terminale Terminology, l'editor di testo LeafPad, un programma di visualizzazione per immagini ePhoto ed il gestore degli aggiornamenti eepDater. Gli sviluppatori mantengono anche un database online di applicazioni che possono essere installate facilmente con un solo click tramite apt attraverso la pagina web Bodhi AppCenter.
È disponibile in tre diverse edizioni, tutte utilizzabili anche in modalità live: standard, AppPack e legacy. Quest'ultima è destinata ai personal computer a 32 bit e supporta anche le CPU non-PAE, mentre le prime due sono riservate ai sistemi x86-64. L'edizione con app-pack presenta un maggior numero di applicazioni già integrate nell'immagine iso, tra cui il browser web Chromium e la suite LibreOffice. Dal file immagine .iso è possibile masterizzare la distribuzione su un disco DVD o CD, oppure registrarla su pendrive mediante applicazioni apposite, come ad esempio Universal USB Installer o UNetbootin.

## Requisiti di sistema
I requisiti raccomandati per eseguire Bodhi Linux 7.0.0 sono: 
- CPU da 1,0 GHz a 64 bit e a 32 bit (versione legacy);
- 768 MB di RAM;
- 10 GB di spazio su disco rigido.